# Ambrosius Bartholdi
Ambrosius Bartholdi, född 1560 i Stockholm, död 1603, var en svensk kyrkoherde i Skeda församling.

## Biografi
Bartholdi föddes 1560 i Stockholm. Han blev 1589 rektor i Söderköping. Bartholdi blev 1596 kyrkoherde i Skeda församling och penitentiarie i Linköping. Han skrev under Uppsala möte 1593. Bartholdi avled 1603.